# Oreste Rosenfeld
Oreste Rosenfeld est un journaliste et homme politique français né en 1891 en Russie et décédé en 1964 à Paris.

## Biographie
Fils d’un haut fonctionnaire russe, Oreste Rosenfeld est né le 1er septembre 1891 à Astrakhan en Russie. Menchevik lors de la révolution démocratique de mars 1917, il fut nommé attaché militaire à l’ambassade de Russie en France. Opposé au régime bolchevique au pouvoir en Russie à partir d’octobre 1917, Rosenfeld demeura en France. Il devint journaliste au Populaire, aux côtés de Léon Blum où il occupa le poste de responsable du service de politique étrangère, puis rédacteur en chef à partir de 1932.
Engagé volontaire en 1939, il fut fait prisonnier en 1940 en Allemagne et resta cinq ans en captivité en Oflag, à Colditz puis à l'Oflag X-C Lübeck.
À la Libération, Rosenfeld reprit ses activités de journaliste au Populaire, puis devient rédacteur en chef à l’Agence européenne de presse en 1946. C'est dans ce cadre qu'il assiste à la conférence interalliée de Moscou en 1947, d'où il rapporte une série d'articles sur la situation en Russie soviétique. Il fonda ensuite l’hebdomadaire Populaire dimanche.
Rosenfeld fut également un responsable du Parti socialiste. De sensibilité blumiste, il fut membre du comité directeur du Parti socialiste de 1948 à 1954. Son engagement contre le colonialisme et, en particulier, contre la guerre d’Algérie (il fut conseiller de l’Union française de 1947 à 1958), le conduisit vers les minoritaires socialistes, tels Marceau Pivert ou Jean Rous. Choisissant de quitter la Section française de l'Internationale ouvrière (S.F.I.O.), il fonda le Parti socialiste autonome (P.S.A.) le 14 septembre 1958 et dirigea son organe de presse, Tribune du socialisme. En avril 1960, il fut l’un des fondateurs du Parti socialiste unifié (P.S.U.), fusion du P.S.A., de l'Union de la gauche socialiste et du groupe communiste dissident Tribune du communisme.
Il meurt le 4 avril 1964 en son domicile  dans le 4e arrondissement de Paris. Ses cendres reposent au columbarium du Père-Lachaise, dans la case 4348, division 87.

### Sources
- Les papiers personnels d'Oreste Rosenfeld sont conservées aux Archives nationales à Pierrefitte-sur-Seine, sous la cote 26AR : inventaire du fonds 26AR.
- Les cahiers de Léon Blum, n°10 - décembre 1981, Le Populaire et le premier plan quinquennal soviétique